# Schleusenstraße 7 (Horkheim)

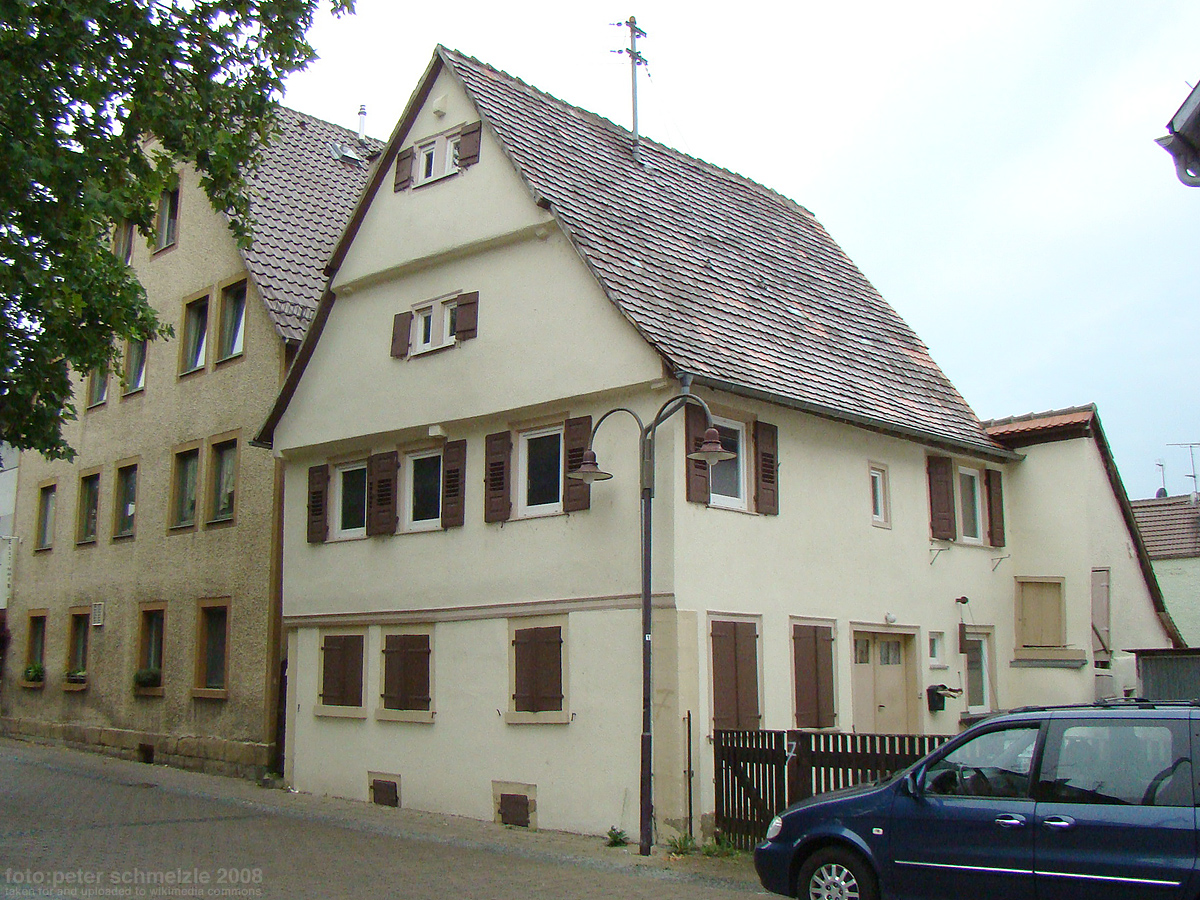
Schleusenstraße 7 in Horkheim

Das Handwerkerhaus Schleusenstraße 7 im Heilbronner Stadtteil Horkheim ist ein Haus mit zugehöriger Schreinerwerkstatt im Erdgeschoss. Es ist das älteste erhaltene Wohnhaus Horkheims. Das denkmalgeschützte Gebäude gilt als Kulturdenkmal.
Das Gebäude ist ein zweistöckiger Bau mit einem massiven Erdgeschoss, das um 1700 erbaut worden ist. Das Obergeschoss ist in verputztem Fachwerk gearbeitet worden, wobei die einzelnen Giebelgeschosse vorkragend sind.